# Phyllonoma tenuidens
Phyllonoma tenuidens là một loài thực vật có hoa trong họ Phyllonomaceae. Loài này được Pittier miêu tả khoa học đầu tiên năm 1909.